# Zoppè di Cadore
Zoppè di Cadore es una localidad y comune italiana de la provincia de Belluno, región de Véneto, con 270 habitantes.

## Evolución demográfica
| Gráfica de evolución demográfica de Zoppè di Cadore entre 1861 y 2001 |
|                                                                       |
| Fuente ISTAT - elaboración gráfica de Wikipedia                       |